# Акколь (Екібастузька міська адміністрація)
Акко́ль (каз. Ақкөл) — село у складі Екібастузької міської адміністрації Павлодарської області Казахстану. Адміністративний центр Аккольського сільського округу.
Населення — 485 осіб (2021; 843 у 2009, 977 у 1999, 1377 у 1989).
Національний склад станом на 1989 рік:
- казахи — 100 %